# Safety
Safety — дебютная запись британской рок-группы Coldplay, выпущенная собственными силами в мае 1998 года как демозапись для звукозаписывающих компаний. В роли спонсора выступил тогдашний менеджер Coldplay Фил Харви. Группа оказалась настолько довольна результатом, что было решено оплатить 500 копий и распространить их по всему Лондону. До магазинов звукозаписи дошло только 50 экземпляров.
В настоящее время Safety недоступен на iTunes и является раритетом.
Все песни с этого EP появились в неизменном виде на последующих релизах группы: «Bigger Stronger» и «Such a Rush» — на The Blue Room EP, а «No More Keeping My Feet on the Ground» — в качестве би-сайда на сингле «Yellow».
Фото Криса Мартина для обложки релиза было предоставлено Джоном Хилтоном, другом группы.

## Список композиций
| №  | Название                                | Длительность |
| -- | --------------------------------------- | ------------ |
| 1. | «Bigger Stronger»                       | 4:49         |
| 2. | «No More Keeping My Feet on the Ground» | 4:31         |
| 3. | «Such a Rush»                           | 4:57         |

## Участники записи
- Крис Мартин (англ. Chris Martin) — вокал, гитара
- Джонни Баклэнд (англ. Jonny Buckland) — гитара
- Гай Берримен (англ. Guy Berryman) — бас-гитара
- Уилл Чемпион (англ. Will Champion) — ударные